# Magic Dick
Richard Salwitz (13 de mayo de 1945), conocido como Magic Dick, es un músico estadounidense, conocido por tocar la armónica en The J. Geils Band. Además de la armónica, Salwitz toca la trompeta (el primer instrumento que aprendió) y el saxofón.

## Primeros años
Salwitz nació en New London, Connecticut. Estudió en el Worcester Polytechnic Institute, en Worcester, Massachusetts, donde conoció a John "J." Geils y Danny Klein y se convirtió en miembro fundador de the J. Geils Band en 1965.

## Carrera

### The J. Geils Band
La forma de tocar la armónica de Salwitz se convirtió en un elemento importante y distintivo del sonido de la J. Geils Band durante su apogeo hard-rockero de los años 70. Su interpretación de "Whammer Jammer" en el álbum en directo de la banda, Full House, ha sido especialmente destacada. En The Rolling Stone Record Guide (1979), el crítico musical Dave Marsh describió a Salwitz como posiblemente "el mejor músico blanco que jamás haya tocado la armónica de blues". A menudo se refería a él como "Magic Dick y su Lickin' Stick".
Después de que la J. Geils Band se disolviera en 1985, Salwitz dedicó su tiempo a trabajar en un diseño de armónica propio, la "Magic Harmonica", por la que recibió una patente con el coinventor Pierre Beauregard. Beauregard era el director de la Cambridge Harmonica Orchestra, de la que Salwitz también era miembro.

### Bluestime
En 1992, Salwitz se reunió con su viejo amigo y compañero de banda J. Geils y formó el grupo Bluestime, con Steve Ramsey a la batería, Jerry Miller a la guitarra y Roy McCloud al bajo. McCloud fue sustituido posteriormente por Michael "Mudcat" Ward, que tocó con la banda durante varios años antes de dejarla para dedicarse a otros intereses. Ward fue sustituido posteriormente por el bajista John Turner. Steve Ramsey dejó la banda en 2000 y fue sustituido por Gordon Grottenthaller en la batería hasta el último concierto de la banda en la víspera de Año Nuevo de 2004 en el Bullrun en Shirley, MA. La música de la banda era una fusión de blues de Chicago y jazz clásico.
La banda publicó dos discos en el sello Rounder Records: Bluestime (1994) y Little Car Blues (1996). Hicieron muchas giras a lo largo de 2002 y tocaron en un puñado de conciertos en 2003, tanto en solitario como en el Bluesfest de B. B. King. En 2004 solo dieron un concierto en Nochevieja, que fue su última actuación.

### Música adicional de blues
Salwitz contribuyó con su interpretación de la armónica y algunas voces a una grabación en directo, "Command Performance", de la Legendary Rhythm & Blues Revue, en la que participaron la Tommy Castro Band, Deanna Bogart, Ronnie Baker Brooks y otros. Realizó una gira como parte de la Legendary Rhythm & Blues Revue en diferentes cruceros de blues y de nuevo en espectáculos en tierra durante 2007 y 2008.
En 2014, Salwitz comenzó a colaborar con el guitarrista y vocalista Shun Ng. "Inmediatamente cautivado por sus arreglos, su composición y, más particularmente, por su interpretación", Salwitz entabló una amistad con Shun, nacido en Chicago, criado en Singapur y afincado en Boston. Formaron un dúo acústico y tocan y graban música juntos con regularidad. Han hecho giras juntos como parte de la Legendary Rhythm & Blues Revue, con artistas como Buddy Guy, Irma Thomas y Allen Toussaint.

### Vida personal
Magic Dick tiene su sede en la zona de Boston, Massachusetts.
Magic Dick es judío.